# Abozao
El mbape

es una danza folclórica del Chocó, en el Pacífico colombiano. Está escrito algunas veces en compás de 6/8 y otras en 2/4, muy parecido al currulao,
aunque la presencia de los tambores en el abozao no es tan marcada, y la composición es más melódica.
La palabra abozao proviene de «boza», cuerda para amarrar las embarcaciones de un muelle. Así que abozar es amarrar con bozas, símbolo que no parece alejarse del sentido de la danza. El abozao es quizás el ritmo más popular en la zona central del Chocó, donde se ha diversificado, adquiriendo distintos matices.
La melodía, a su vez, posee un corte tradicional muy rico en sugestiones sonoras que los músicos reiteran intencionalmente para estimular la fiesta. El abozao es un toque para bailar, pero los celebrantes suelen animarlo con gritos y exclamaciones en forma de tejido melódico que se ponen al servicio de la marcación rítmica.

## Características
En la coreografía del abozao se realiza una confrontación por hombres y mujeres alternadamente, de vez en cuando los hombres dan un rodeo a su pareja. Los bailarines hacen gala de movimientos sugerentes, con abundantes juegos de piernas. El movimiento de las caderas en las mujeres anima a los hombres a asediarlas.
En cuanto al vestuario, el hombre usa pantalón corto con una camisa sencilla amarrada en la parte inferior, en lugar de abotonada, también usa un pañuelo amarrado en el cuello llamado «rabo de gallo». Por lo general baila descalzo.
La mujer baila con una falda amplia y una blusa de mangas cortas, con un ligero escote. Aunque anteriormente se usaba principalmente el color blanco, en la actualidad se usa un vestuario de colores vivos con turbantes, collares y aretes.